# سیارک ۲۶۶۲۹
سیارک ۲۶۶۲۹ (به انگلیسی: 26629 Zahller، نام‌گذاری: 2000GZ132) بیست و شش هزار و ششصد و بیست و نهمین سیارک کشف شده‌است که در ۱۲ آوریل ۲۰۰۰ کشف شد.
قدر مطلق سیارک برابر ۲۴.۵ است.